# Campiglia d’Orcia
Campiglia d’Orcia ist ein Ortsteil (Fraktion, italienisch frazione) von Castiglione d’Orcia in der Provinz Siena, Region Toskana in Italien.

## Geografie
Der Ortsteil liegt ca. 7 km südlich des Hauptortes Castiglione d’Orcia, ca. 47 km südöstlich der Provinzhauptstadt Siena, ca. 97 km südöstlich der Regionalhauptstadt Florenz und ca. 160 km nordwestlich der italienischen Hauptstadt Rom im Orciatal an den nördlichen Ausläufern des Berges Monte Amiata bei 811 Höhenmetern und hat ca. 420 Einwohner. In unmittelbarer Nähe verläuft die Via Francigena, hier streckengleich mit der Via Cassia. Nächstgelegene Orte sind Vivo d’Orcia (Ortsteil von Castiglione d’Orcia, ca. 5 km südwestlich gelegen) und Bagni San Filippo (Ortsteil von Castiglione d’Orcia, ca. 5 km südöstlich gelegen).

## Geschichte

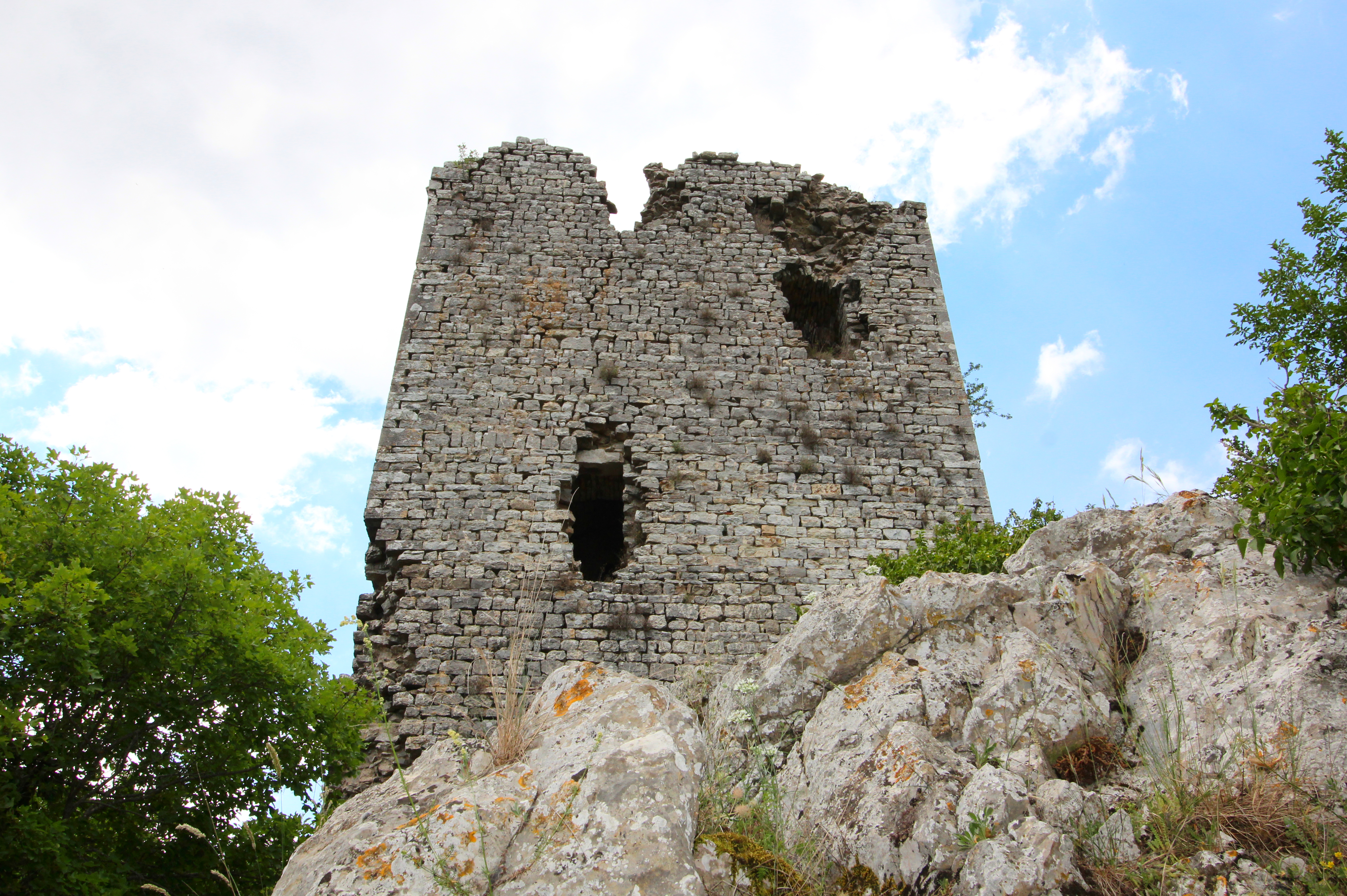
Rocca di Campigliola

Erstmals erwähnt wird der Ort am 18. April 973 in einem Dokument der Aldobrandeschi. Von 1163 an waren die Visconti di Campiglia die Herren im Ort, eng verbunden mit den lokalen Familien der Aldobrandeschi und der Ardengheschi. Unter Pepone della Rocche (Pepone figlio di Tancredi Visconte di Campiglia) verbündete sich der Ort im Konflikt um Montalcino mit Siena, wendete sich aber dann den Kriegsgegner Florenz und Orvieto zu, was Siena zur Einnahme des Ortes im Jahr 1234 brachte. 1425 fiel der Ort endgültig der Republik Siena zu. Nach dem Fall der seneser Republik 1555 fiel der Ort dem Großherzogtum Toskana zu. Bis 1777 war er eigenständiger Ort, dann wurde er Ortsteil von Abbadia San Salvatore. 1867 wurde Campiglia d’Orcia dann Ortsteil von Castiglione d’Orcia.

## Sehenswürdigkeiten

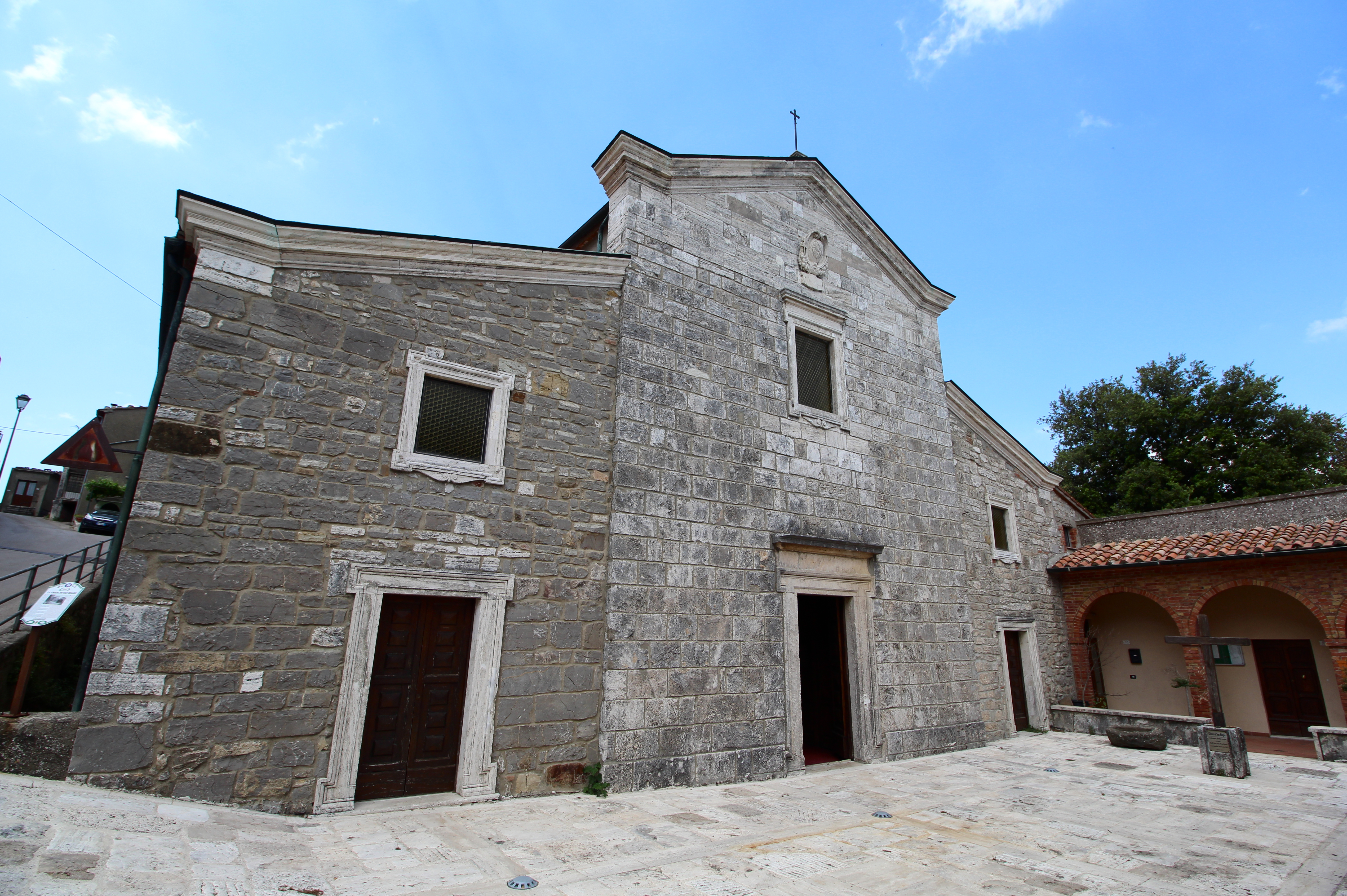
Chiesa di San Biagio

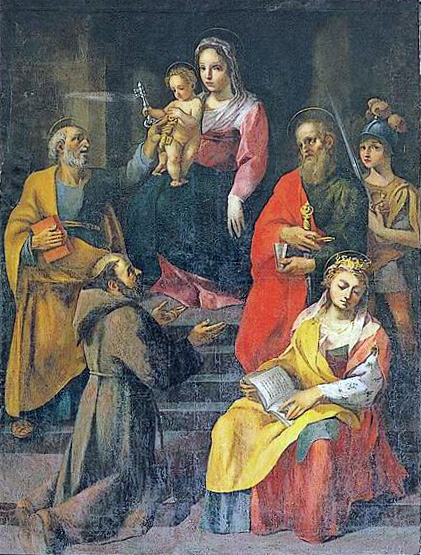
Madonna col Bambino che consegna le chiavi a San Pietro (Sebastiano Folli), Chiesa di San Biagio

- Chiesa di San Biagio, 1648 konsekrierte Kirche, die 1795 von dem seneser Architekten Leonardo de Vegni rekonstruiert wurde. Enthält von Sebastiano Folli (zugeschrieben) das Werk Madonna col Bambino che consegna le chiavi a San Pietro sowie das Tempera-Werk Madonna del Carmine aus dem 17. Jahrhundert.[5]
- Ricorsi, ehemalige Poststation nahe dem Fluss Formone.[6]
- Rocca di Campigliola (auch Campigliaccia oder Rocca Superiore genannt), Burgruine außerhalb der Stadtmauern.